# Dakh Daughters
Dakh Daughters ist eine rein weibliche Musik- und Performance-Gruppe aus der Ukraine. 

## Geschichte
Die Gruppe wurde 2012 aus Künstlerinnen des freien Dakh-Theaters in Kiew gegründet. 2013 wurden sie mit ihrem Video Rozy/Donbass und ihrem Auftritt beim Euromaidan bekannt. Es folgte eine Europa-Tournee. 2016 erschien das Debütalbum IF. 2019 wirkten sie beim Film Hutsulka Ksenya von Olena Demjanenko als Musikgruppe mit, für ihr Lied Mavka Rusalka wurden sie mit dem Filmpreis Solota dsyga ausgezeichnet.

## Stil
In theatralischen Performances singen und musizieren die Künstlerinnen auf wechselndem klassischem Instrumentarium wie Klavier, Cello, Kontrabass, Geige und Schlagwerk. Insgesamt spielen die sieben Frauen fünfzehn Instrumente. Sie vertonen meist lyrische Texte internationaler oder ukrainischer Autoren. Musikalisch wird der Stil je nach Interessenlage geändert: Oftmals ertönen ukrainische Volksweisen, die traditionell vibrierend in hohen Tonlagen von Frauen gesungen werden. Sprachlich kommen mehrere ukrainische Dialekte zum Einsatz, aber auch Russisch, Englisch, Französisch oder Deutsch.

## Diskografie
- 2016: IF
- 2019: Air
- 2021: Make Up
- 2025: Pandora's Box